# Interstellar Space
Interstellar Space – album studyjny amerykańskiego saksofonisty jazzowego, Johna Coltrane’a. Został on nagrany w roku 1967, roku jego śmierci, a wydany we wrześniu przez wytwórnię muzyczną Impulse! Records.

## Powstanie
Interstellar Space składa się z rozszerzonej, czteroczęściowej suity zagranej w duecie z perkusistą Rashiedem Alim. Album został nagrany 22 lutego 1967 roku (tydzień później po sesji, podczas której powstawał album Stellar Regions) w Van Gelder Studio w New Jersey. Wynikiem takiego trybu pracy jest powtarzanie się niektórych motywów z poprzedniej płyty – na przykład melodia w utworze „Venus” jest praktycznie identyczna jak w tytułowym utworze poprzedniej płyty – jest jeszcze kilka takich przypadków.
Na początku większości utworów Coltrane gra na charakterystycznie brzęczących dzwonkach, a Ali prezentuje niestabilne, nieco chaotyczne rytmy na perkusji; następnie temat całego utworu jest ustalany przez saksofon tenorowy Coltrane’a. Album jest przykładem free jazzu z dużą ilością improwizacji, która była jedną z głównych fascynacji Coltrane’a w późnych latach jego działalności artystycznej, a zatem improwizowane części utworów tego wydawnictwa są wręcz niesamowicie swobodne, tworząc nieco minimalistyczne melodie, które szybko zupełnie się zmieniają. Prawdopodobnie najbardziej przystępnym utworem jest nieco nawiązujący do folku „Venus”. Z kolei w kompozycji pt. „Saturn” – najdłuższej na płycie – można pod koniec usłyszeć melodie swingujące.
Oryginalne wydawnictwo składało się z czterech utworów o tytułach: „Mars”, „Venus”, „Jupiter” i „Saturn”. Dwie kompozycje z sesji („Leo” oraz „Jupiter Variation”) pojawiły się na albumie kompilacyjnym „Jupiter Variation” wydanym w 1978 roku. Z kolei wydana na płycie kompaktowej reedycja z 2000 roku zawierała wszystkie utwory z sesji nagraniowej.

## Lista utworów
| 1. | "Mars"    | 10:41 |
|    |           |       |
| 2. | "Venus"   | 8:17  |
|    |           |       |
| 3. | "Jupiter" | 5:21  |
|    |           |       |
| 4. | "Saturn"  | 11:35 |
|    |           |       |
|    |           | 35:54 |
|    |           |       |
Opracowano na podstawie materiału źródłowego